# 1836 Комаров
1836 Комаров (енгл. 1836 Komarov) је астероид главног астероидног појаса са средњом удаљеношћу од Сунца која износи 2,781 астрономских јединица (АЈ).
Апсолутна магнитуда астероида је 11,3.